# Koroni
Koroni (griechisch Κορώνη (f. sg.)) ist eine Kleinstadt im südöstlichen Messenien in Griechenland und seit 2011 ein Gemeindebezirk der Gemeinde Pylos-Nestor. Koroni war von 1997 bis Ende 2010 Verwaltungssitz der gleichnamigen Gemeinde.

## Geografie

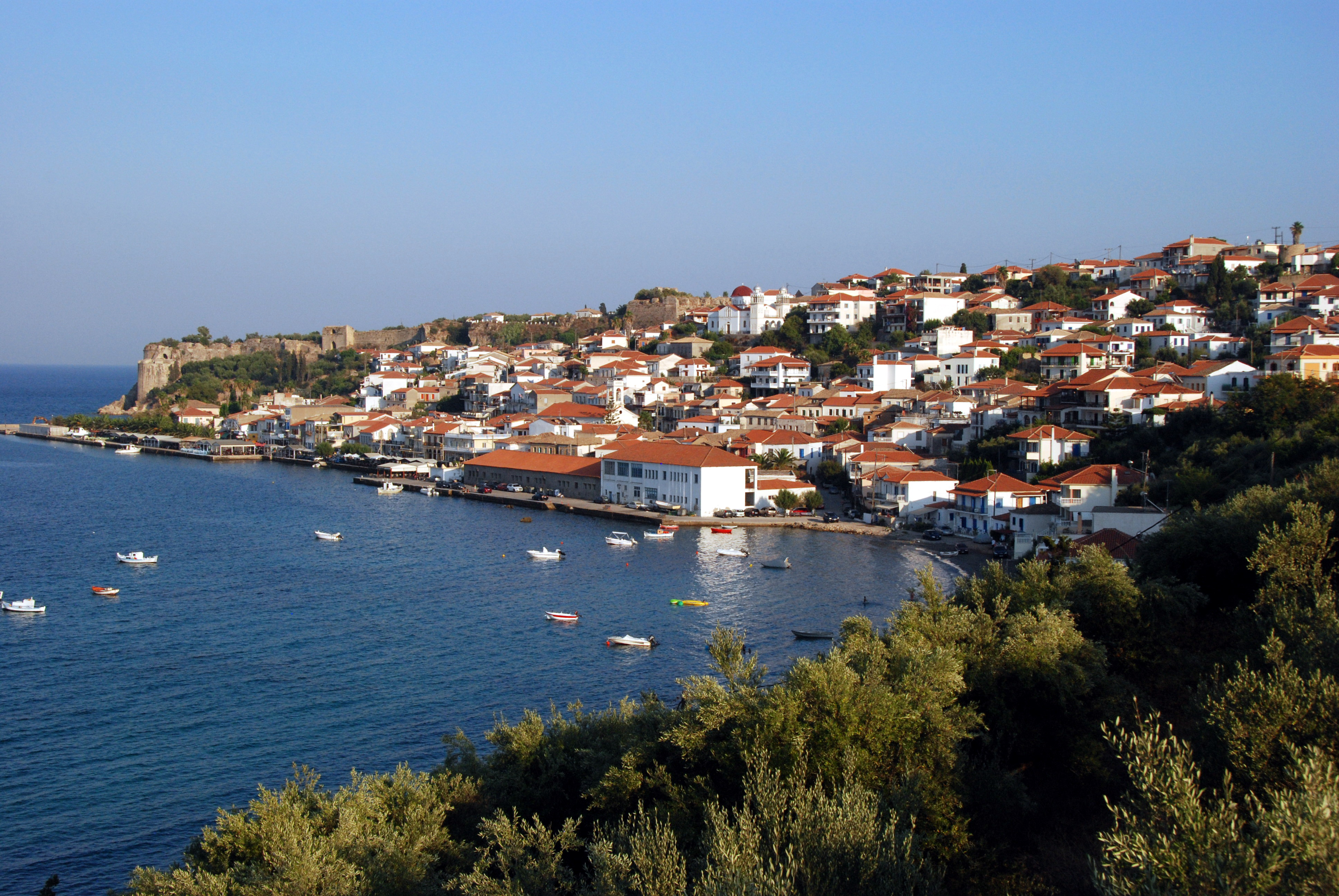
Koroni – Stadt, Hafen und Festung von Westen

Die Stadt liegt in einer Bucht an der Ostküste der messenischen Halbinsel etwa 50 Kilometer südlich von Kalamata und 30 Kilometer östlich von Methoni. Westlich der Stadt ist die Landschaft leicht hügelig, das Landschaftsbild wird durch Olivenbaumplantagen geprägt. Die Stadt liegt auf dem Rücken einer Landzunge, die in den Messinischen Golf hinausragt.
Auf dem Plateau der Landzunge liegt die Festung Koroni, die Stadt liegt dahinter landeinwärts, sowie mit dem Zentrum und Hafen nördlich der Festung.
In naher Umgebung zur Stadt befinden sich einige Sandstrände, bekannt sind insbesondere die auf der südlichen Seite der Festung gelegenen Strände Zaga und Memi (Παραλία Ζάγκα, Παραλία Μέμι). Zur Gliederung siehe Pylos-Nestor#Gemeindegliederung.

## Geschichte

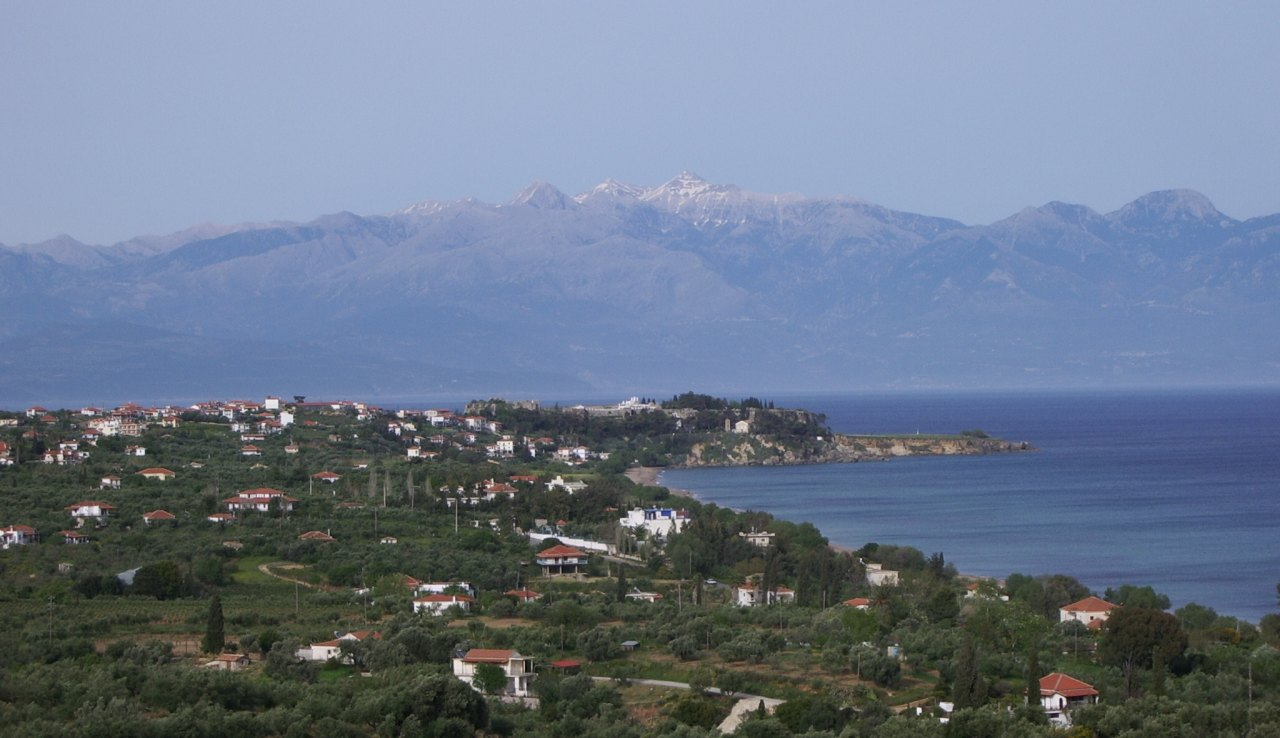
Koroni von Westen, dahinter das Taygetos-Gebirge

Die antike Stadt Koroni bzw. damals Korone genannt, wurde vermutlich 369 v. Chr. gegründet im Zusammenhang mit der Befreiung Messeniens von Sparta. Sie lag in der Nähe des heutigen Ortes Petalidi. Dort sind noch Mauerreste aus römischer Zeit sowie die alte Hafenmole unter Wasser erhalten. Der römische Reiseschriftsteller Pausanias berichtet aus dem antiken Korone. Die Stadt, die ab dem 4. Jahrhundert Bischofssitz war, wurde im 9. Jahrhundert verlassen und an den heutigen Standort verlegt, an der sich bereits die antike Stadt Asine befand. Aus dieser Zeit sind noch die Reste eines Apollon-Tempels erhalten, die in eine byzantinische Basilika umgebaut wurde und an deren Stelle heute die Kirche Agia Sophia steht.
Im 6. bis 7. Jahrhundert wurde auf den Ruinen der Stadt eine Burganlage errichtet, die bis heute ohne Unterbrechung genutzt wird. Die Burg erstreckt sich über die strategisch günstige Landspitze am Eingang zum Golf von Messenien und war mit ihren steil ins Meer abfallenden Klippen von drei Seiten natürlich geschützt.

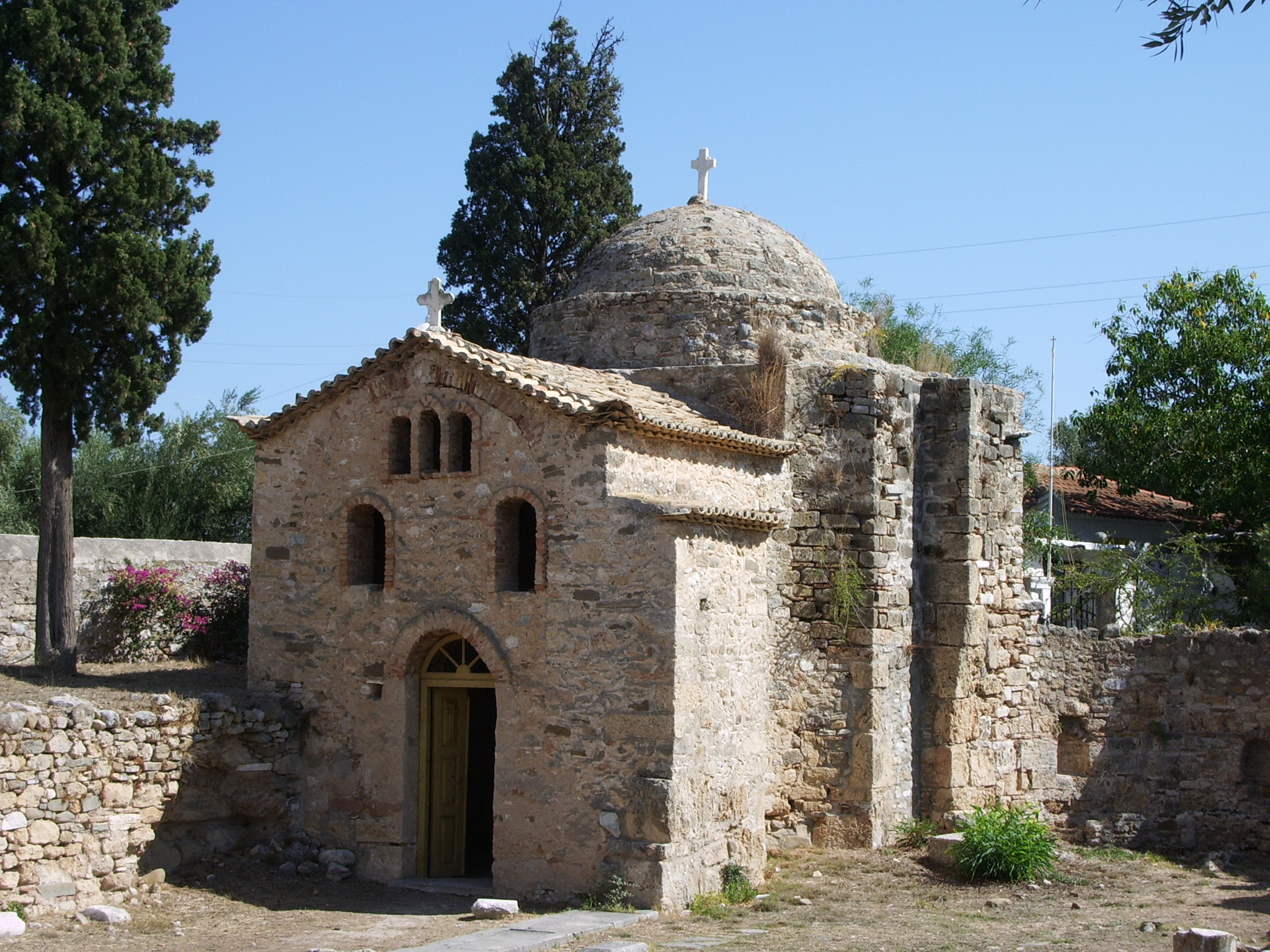
Agia Sofia

Im 11. Jahrhundert spielte die Hafenstadt Koroni, zusammen mit Methoni eine Schlüsselrolle in der Geschichte des Handels und der venezianisch-byzantinischen Beziehungen.
Koroni wurde 1200 von dem genuesischen Seeräuber Leo Vetrano (gest. 1206) erobert, fiel 1205 in die Hände des Teilnehmers am Vierten Kreuzzug, Wilhelm I. von Champlitte und wurde 1206 von Gottfried von Villehardouin an die Venezianer abgetreten.
An der westlichen Südspitze der Halbinsel Peloponnes gelegen, galten die beiden Städte als unvergleichbare Beobachtungsposten, die als „venetiarum ocellae“ (Augen der Republik Venedig) für Jahrhunderte die Routen der Galeeren nach Kreta, Konstantinopel und ins Heilige Land überwachten und, wo alle Schiffe, die aus dem Osten zurückkehrten, die Pflicht hatten, anzuhalten, um über Piraten und Konvois zu berichten.
Die Republik Venedig schützte ihre Marinestützpunkte und ihre befestigten Besitzungen im Osten mit allen Mitteln der Verteidigung. Als Beispiel zwei Auszüge von Maßnahmen zur Lieferung von Waffen und Munition des Senats der Republik Venedig an den Marinestützpunkt Koroni:

„Senat, 6. April 1459 […] Weil unsere Stadt Koroni […] ohne Munition ist, schützen wir sie […] mit der Versorgung: 8 Bombarden verschiedener Art, 20 Pulverfässer, 50 Scolpet [Arkebusen und Gewehre] mit Bleikugeln; 10 Flinten mit ihren Stützen, 16  Ballisten, 108 Lanzen […]“ usw.

„Senat […], 15. Juli 1460 […] wie offensichtlich […] ist unsere Stadt Koroni ohne Munition […] so dass die obengenannte Regierung natürlich Munition [liefert]: 10 Bombarden, 50 Scopletos [Arkebusen und Gewehre] mit Magazinen, 50 kleine und 50 große Pulverfässer für Bombarden, 12 Pulverfässchen für Scopletos; 4 Eisenkugeln zu 16 Pfund in xx; 100 Hacken; 200 Fässer; 100 Lanzen […], 100 Pfund Blei und Kugeln  […]“ usw.
In Koroni existierte seit dem 12./13. Jahrhundert eine große albanische Minderheit griechisch-orthodoxen Glaubens, die von den Einheimischen Arvaniten genannt wurde. Im 15. Jahrhundert fand dort eine große Anzahl von albanischen Fürsten, die vor den Osmanen aus ihrer Heimat geflüchtet waren, Zuflucht.
Ende August 1500 wurde die Burg und die Stadt unter Sultan Bayezid II. erobert und fiel somit an das Osmanische Reich, wo sie mit Unterbrechungen bis zum Jahr 1828 verblieb. Als die Osmanen unter Sultan Süleyman I. 1532 einen zweiten Anlauf unternahmen, Wien zu erobern, schlug Doria dem Kaiser ein Ablenkungsmanöver auf griechischer Seite vor. Der Kaiser akzeptierte und übergab Doria den Auftrag für die Expedition (vgl. Andrea Doria). Am 18. August verließ die Flotte von Andrea Doria mit 48 Galeeren und 30 großen Schiffen den Hafen von Messina in Richtung Osten. Es wird berichtet, dass Doria von den Venezianern gewarnt wurde, dass sich die Osmanen mit einer unbedeutenden Flotte bei Kefalonia befanden. Gleichzeitig warnten die Venezianer den Admiral der Osmanen über die Ankunft des Doria und seiner großen Flotte. Als Doria aber an die angegebene Stelle kam, hatte sich die osmanische Flotte nach Konstantinopel zurückgezogen. Doria verwüstete die Strände von Peloponnes und beschloss Koroni anzugreifen.
Bei Dorias Ankunft vor Koroni, ließ die dortige Bevölkerung ihm heimlich Nachrichten zukommen, um ihn willkommen zu heißen und ihn über den inneren Zustand der Stadt zu unterrichteten. Andrea Doria ließ einen großen Teil der spanischen und italienischen Mannschaft zur Belagerung der Stadt an Land setzen. Die Italiener wurden von Girolamo (oder Geronimo) Tuttavilla und die Spanier von Girolamo Mendoza kommandiert. Nach hartnäckigem dreitägigem Kampf nahm Doria am 21. September 1532 die damalige Metropole von Morea ein. Nun gaben sich die Stadtbewohner zu erkennen, ergriffen, wie zuvor vereinbart, Partei für ihn und riefen die Landeshoheit von Karl V. aus. Die Osmanen waren gezwungen die Stadt aufzugeben und sich zurückzuziehen, beunruhigt durch die Unfähigkeit, ihre Wut an den Bürgern auslassen zu können. Am darauffolgenden Tag aber kam einer der osmanischen Generäle mit 700 Pferden zurück, um den osmanischen Soldaten Hilfe zu leisten. Die Spanier und die Bevölkerung von Koroni präsentierten sich zur Schlacht, töteten eine große Anzahl von ihnen, pflanzten die Köpfe der Niedergemetzelten auf ihre Lanzen auf, während die Überlebenden sich dem Admiral Doria ergaben. In diesem Sieg, in dem sich die Bevölkerung von Koroni (auf Italienisch „Coronei“ genannt) mit Wagemut ausgezeichnet hatte, begleitete den Admiral und die Spanier mit endlosen Beifallrufen.
Als Doria die Stadt verließ, um Patras zu erobern, vertraute er die Stadtregierung Don Girolamo Mendoza an. Als die Nachricht über die Eroberung von Koroni und das Massaker an einer erstaunlich hohen Anzahl der osmanischen Armee Süleyman I. erreichte, schwor dieser den „Coronei“, Autoren dieses Unglücks, die sich der spanischen Krone angeschlossen hatten, bittere Rache.

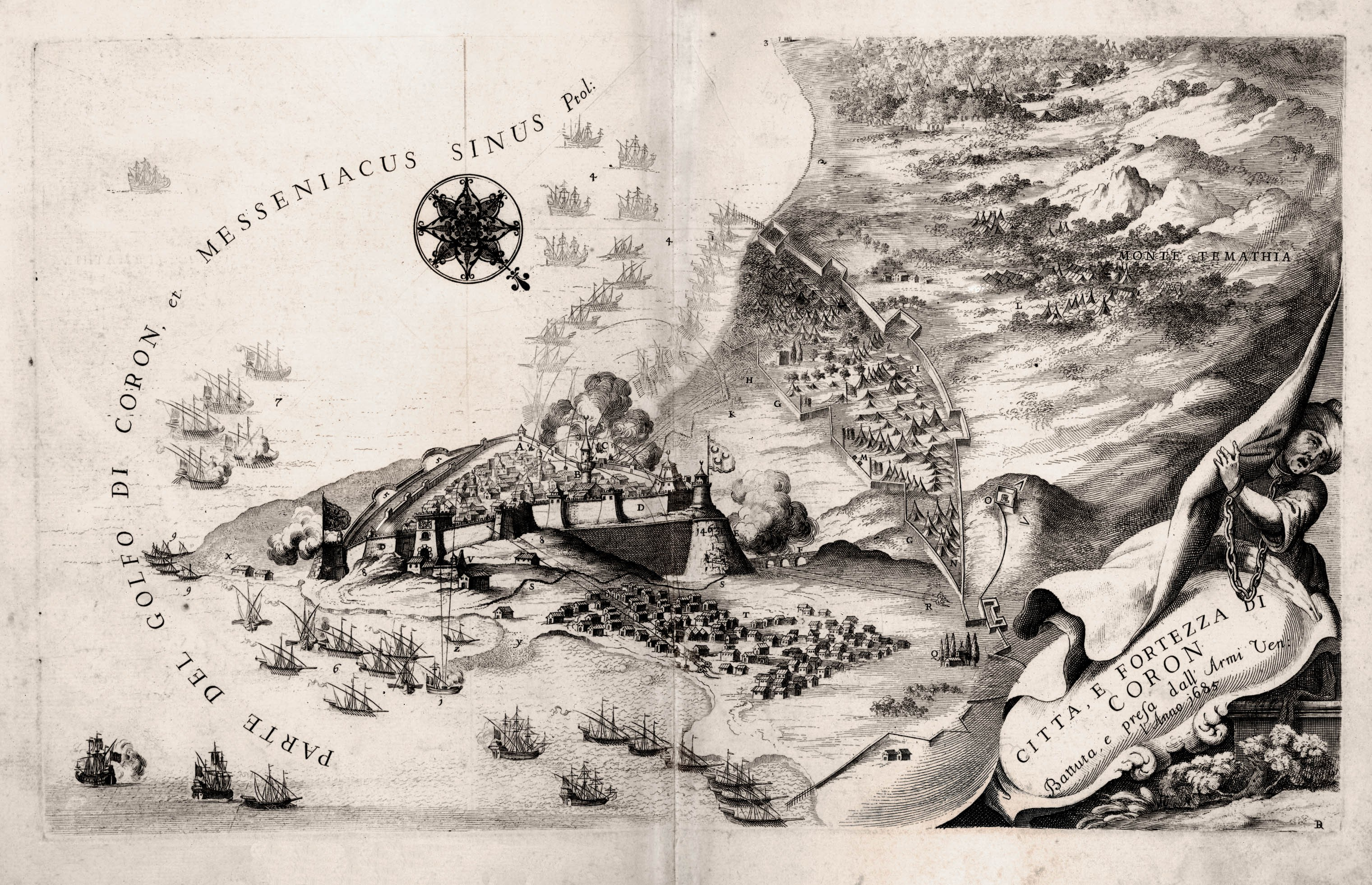
Coron im Jahr 1686

Am 8. November 1532 ließ Kaiser Karl V. den Admiral Doria aus dem Osten zurückrufen, um ihn nach Spanien zu begleiten. Die wichtigsten Familien schifften sich auf Dorias Schiffen ein und kamen mit ihm am 24. Dezember in Neapel an, wo Doria viel Lob erhielt. Karl V. ehrte mit mehreren Urkunden die Albaner aus Koroni und aus Patras und überhäufte sie mit Privilegien (vgl. Arbëresh).
Von 1686 bis 1715 konnten die Venezianer die Stadt und Burg zurückerobern. 1828 nahm die Morea-Expedition unter dem französischen General Maison Besitz von dem Gebiet, das sie später an den neuen griechischen Staat weitergaben.

1896 zählte Koroni 2956 Einwohner.
Die heutige Stadt ist geprägt von Gebäuden um 1900 und entwickelte sich, ausgehend von der Bucht unterhalb der Burg mit kleinem Hafen, entlang der Küste. Der Tourismus ist heute eine wichtige Einnahmequelle der Stadt, wobei der Individualtourismus dominiert.

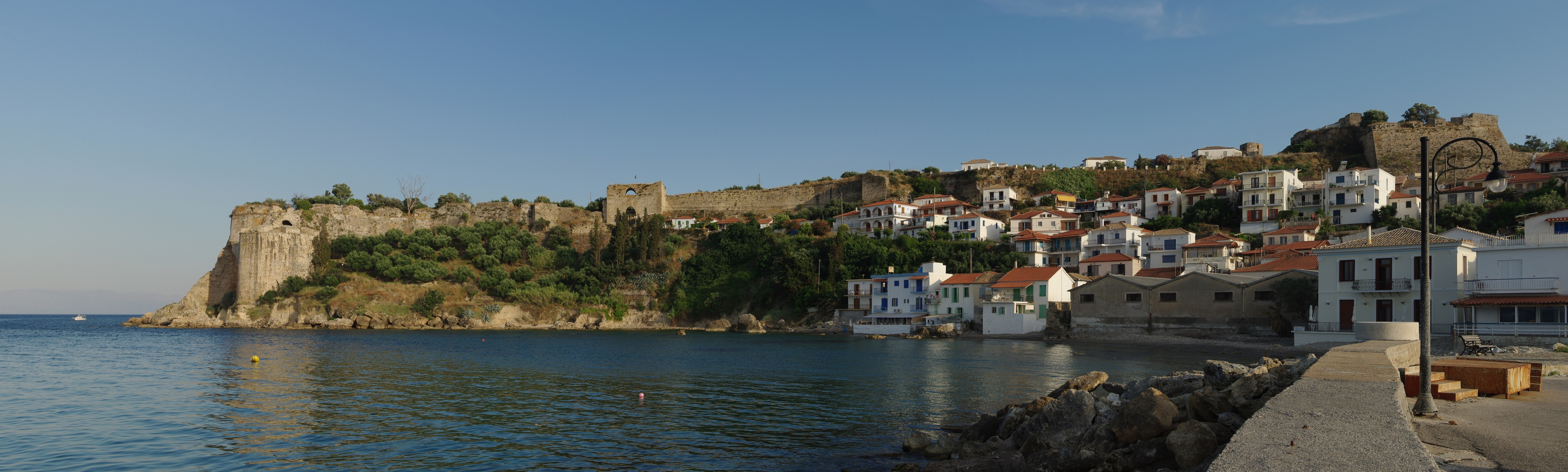
Festung von Koroni, Hafenseite

## Sehenswürdigkeiten

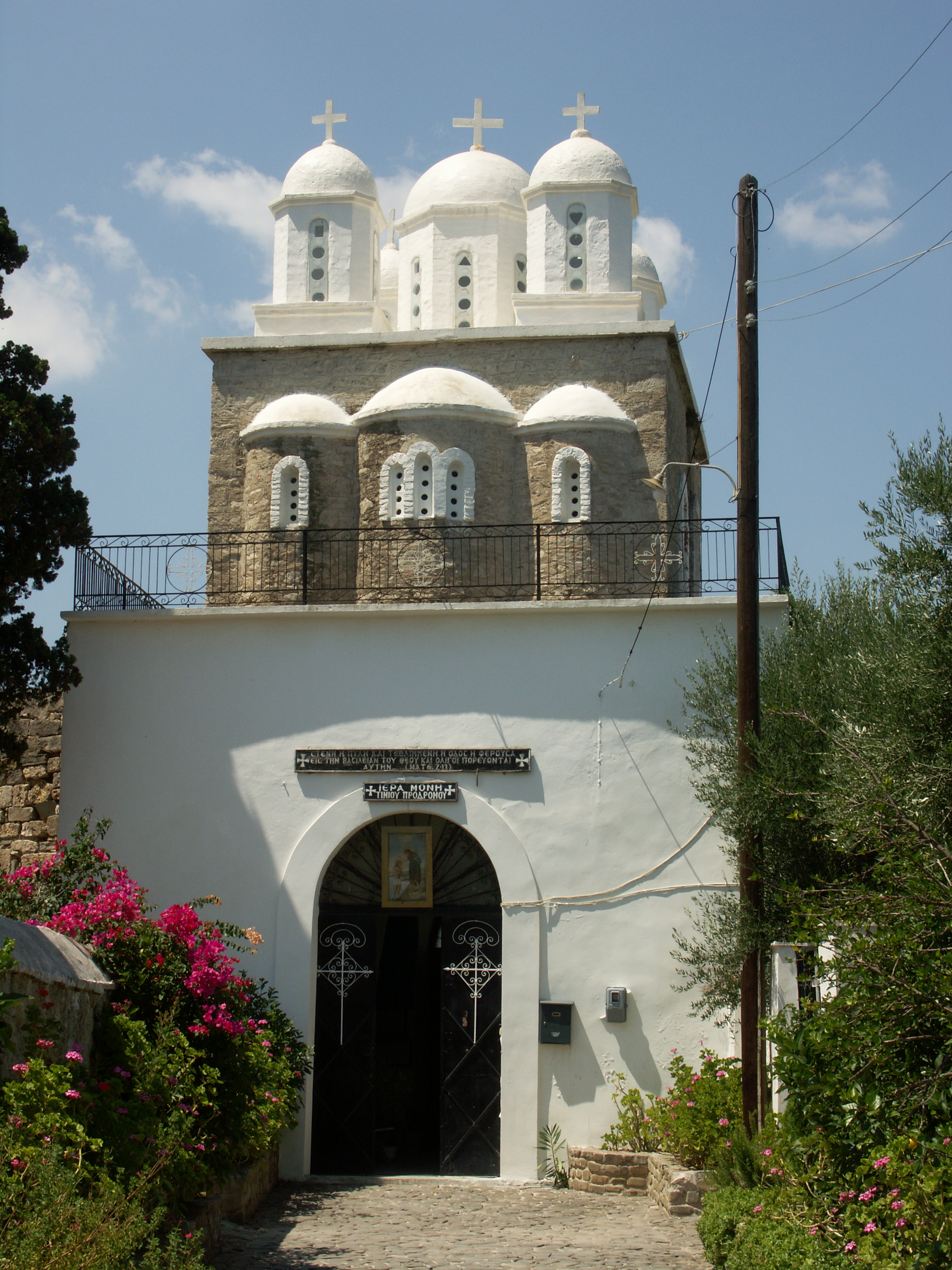
Kirche des Nonnenklosters

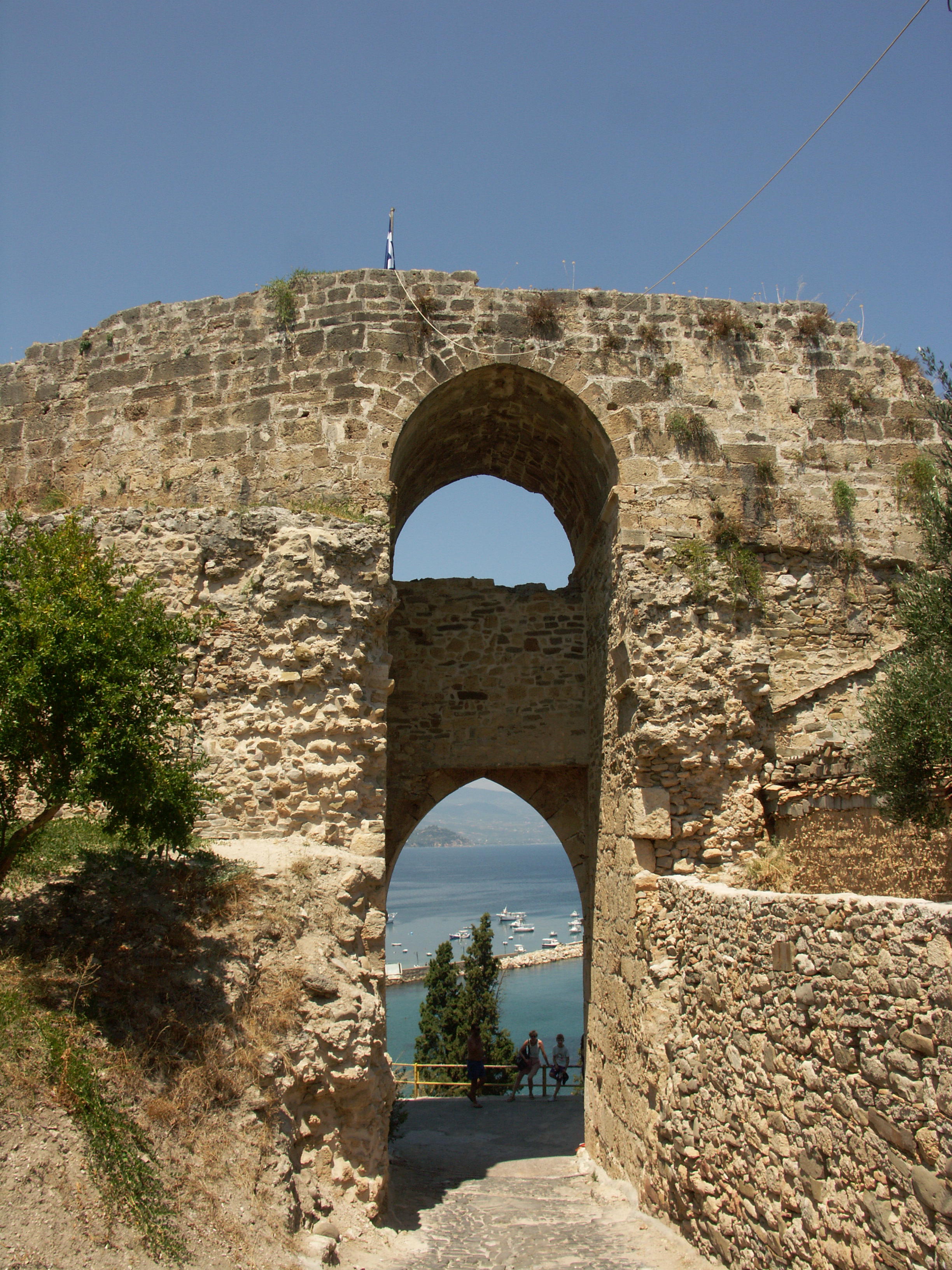
Tor der Festung von innen

Hauptattraktion des Ortes ist die ursprünglich byzantinische, später von Venezianern und Osmanen erweiterte Festungsanlage, in der sich heute ein 1918 gegründetes Nonnenkloster befindet, das teilweise zugänglich ist. Innerhalb der Burganlage befinden sich die sehenswerte byzantinische Kreuzkuppelkirche Agia Sophia und die nachbyzantinische Kirche Agios Charalambos.
Auf einem Plateau südlich unterhalb der Burg liegt die Kirche Panagia Eleistria aus dem 19. Jahrhundert. An beiden Seiten das Kap-Plateaus befanden sich turmartige runde Basteien, deren Gewölbe von einer Mittelsäule getragen wurde. Der zum Ort hin ausgerichtete Turm diente 1944 als Munitionsdepot der deutschen Besatzung. Bei ihrem Abzug 1944 sprengten sie die Munition und damit den Turm. Der andere Turm ist noch innen zugänglich.

## Startplatz für Höhenforschungsraketen
Koroni war von 1966 bis 1989 Startplatz für Höhenforschungsraketen mit zwei Abschussrampen. Es fanden 371 Starts statt. Die ersten Starts erfolgten am 20. Mai 1966 zur Untersuchung einer ringförmig-totalen Sonnenfinsternis, wobei Raketen des Typs Belier gestartet wurden. Sie erreichten Flughöhen von 114 Kilometern. Von 1971 bis 1989 erfolgte der Start von russischen Raketen des Typs M-100 mit Gipfelhöhen von 95 Kilometern.